# Locust Grove (Geòrgia)
Locust Grove és una població dels Estats Units a l'estat de Geòrgia. Segons el cens del 2000 tenia 2.322 habitants.

## Demografia
Segons el cens del 2000, Locust Grove tenia 2.322 habitants, 817 habitatges, i 637 famílies. La densitat de població era de 420,9 habitants/km².
Dels 817 habitatges en un 41,1% hi vivien nens de menys de 18 anys, en un 55,9% hi vivien parelles casades, en un 15,5% dones solteres, i en un 22% no eren unitats familiars. En el 18,1% dels habitatges hi vivien persones soles el 6,4% de les quals corresponia a persones de 65 anys o més que vivien soles. El nombre mitjà de persones vivint en cada habitatge era de 2,84 i el nombre mitjà de persones que vivien en cada família era de 3,18.
Per edats la població es repartia de la següent manera: un 29,4% tenia menys de 18 anys, un 8,7% entre 18 i 24, un 35,2% entre 25 i 44, un 18,4% de 45 a 60 i un 8,3% 65 anys o més.
L'edat mediana era de 32 anys. Per cada 100 dones de 18 o més anys hi havia 91,4 homes.
La renda mediana per habitatge era de 42.188 $ i la renda mediana per família de 46.042 $. Els homes tenien una renda mediana de 32.094 $ mentre que les dones 22.845 $. La renda per capita de la població era de 16.120 $. Entorn del 5,6% de les famílies i el 8,8% de la població estaven per davall del llindar de pobresa.

## Poblacions més properes
El següent diagrama mostra les poblacions més properes.